# 植澤利次
植澤 利次（うえさわ としつぐ）は、日本の外交官。駐ナイジェリア特命全権大使などを経て、駐ケニア特命全権大使在任中、訓戒処分を受けて依願退官し、一般社団法人アフリカ開発協会特別参与に就任。

## 人物・経歴
大阪府出身。1977年大阪外国語大学（現大阪大学外国語学部）中退、外務省入省。外務省経済協力局技術協力課長を経て、2006年在インド日本国大使館参事官。2007年駐ナイジェリア特命全権大使。2011年国際協力機構総務部長。2013年国際協力機構理事。2015年外務省中東アフリカ局兼アフリカ部兼国際協力局審議官。2016年から駐ケニア特命全権大使を務め、国際連合環境計画常駐代表、国際連合人間居住計画常駐代表、駐エリトリア、駐セーシェル、駐ソマリアの各特命全権大使も兼任したが、在任中にセクシャルハラスメントの嫌疑が生じ、特別職国家公務員であり国家公務員法による懲戒処分を行うことができなかったため、国家公務員として信用を損ないふさわしくない行為を行ったとして2019年に内規による最も重い処分となる厳重訓戒（停職12カ月相当）に処された。同年1096万円を自主返納して依願退官したが、退職手当は支払われた。2020年アフリカ開発協会特別参与。